# Sander Puri
Sander Puri (Tartu, 7 de Maio de 1988) é um futebolista profissional estoniano, que atua como meia.

## Carreira
Sander Puri começou nas categorias de base do SK-10 Premium Tartu, da sua cidade natal.

## Títulos
Waterford
- League of Ireland First Division: 2017

Levadia
- Meistriliiga: 2006, 2008, 2009

Individual
- Estonian Silverball: 2015[1]